# Gmina Kerteminde
Gmina Kerteminde (duń. Kerteminde Kommune) – gmina w Danii w regionie Dania Południowa.
Gmina powstała 1 stycznia 2007 roku na mocy reformy administracyjnej z połączenia gmin Langeskov, Munkebo i poprzedniej gminy Karteminde.
Siedzibą władz gminy jest miasto Kerteminde.